# ياك ليبسو
ياك ليبسو (بالإستونية: Jaak Lipso)‏ مواليد 18 أبريل 1940 في تالين، هو مدرب كرة سلة إستوني ولاعب سابق. بدأ مسيرته الاحترافية في سنة 1956. يبلغ طوله 6 قدم 7 بوصة (2.0 م). مثّل منتخب بلاده. شارك في دورة الألعاب الأولمبية الصيفية سنة 1964. حقق المركز الأول في بطولة كأس العالم لكرة السلة 1967. اعتزل اللعب في 1981. لعب مع إيه إس كي ريغا ونادي سسكا موسكو لكرة السلة.

## الإنجازات
- بطولة العالم: 1967، 1970
- الدوري الأوروبي لكرة السلة: 1969
- الدوري السوفيتي الممتاز لكرة السلة : 1962، 1963، 1964، 1965، 1966، 1969
- الجمهورية الإستونية السوفيتية الاشتراكية : 1958، 1959، 1971، 1974، 1979

## سجل المنافسة
شارك في المنافسات التالية:
- بطولة أمم أوروبا لكرة السلة 1963
- بطولة أمم أوروبا لكرة السلة 1965
- بطولة أمم أوروبا لكرة السلة 1967

## روابط خارجية
- ياك ليبسو على موقع الاتحاد الدولي لكرة السلة (الإنجليزية)
- ياك ليبسو على موقع الاتحاد الدولي لكرة السلة (الإنجليزية)
- ياك ليبسو على موقع سبورتس رفرنس (الإنجليزية)
- ياك ليبسو على موقع أوليمبيديا (الإنجليزية)